# Bistum Ambositra
Das Bistum Ambositra (lat.: Dioecesis Ambositrensis) ist eine in Madagaskar gelegene römisch-katholische Diözese mit Sitz in Ambositra. Die Bischofskirche ist die Cathédrale du Cœur immaculé de Marie.

## Geschichte

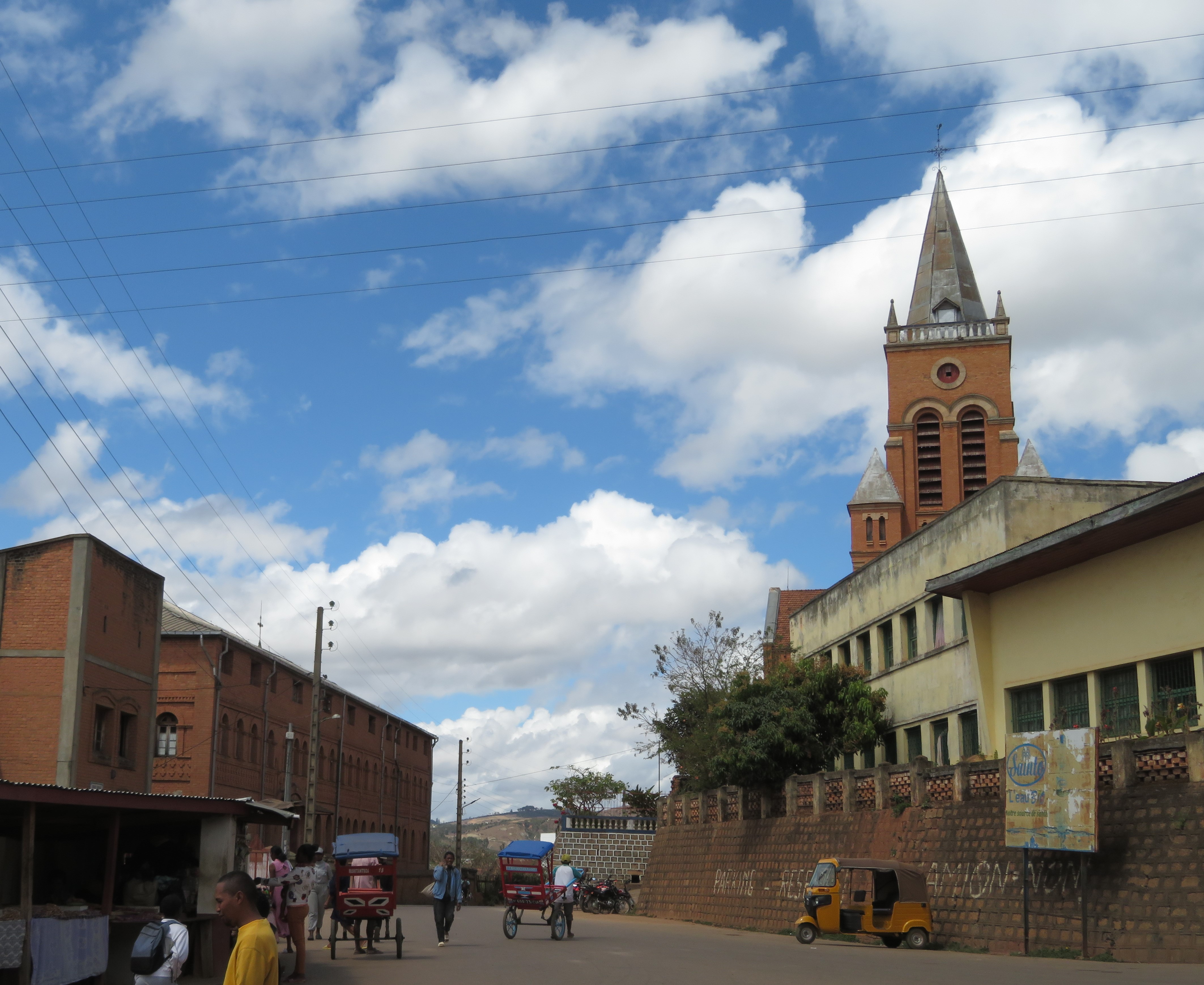
Dom in Ambositra

Das Bistum Ambositra wurde am 3. Juni 1999 durch Papst Johannes Paul II. mit der Apostolischen Konstitution Cum ad aeternam aus Gebietsabtretungen des Erzbistums Fianarantsoa errichtet und diesem als Suffraganbistum unterstellt.

## Bischöfe von Ambositra
- Fulgence Rabemahafaly, 1999–2002, dann Erzbischof von Fianarantsoa
- Fidelis Rakotonarivo SJ, seit 2005